# Manoir du Plessix Meen
 (septembre 2023).

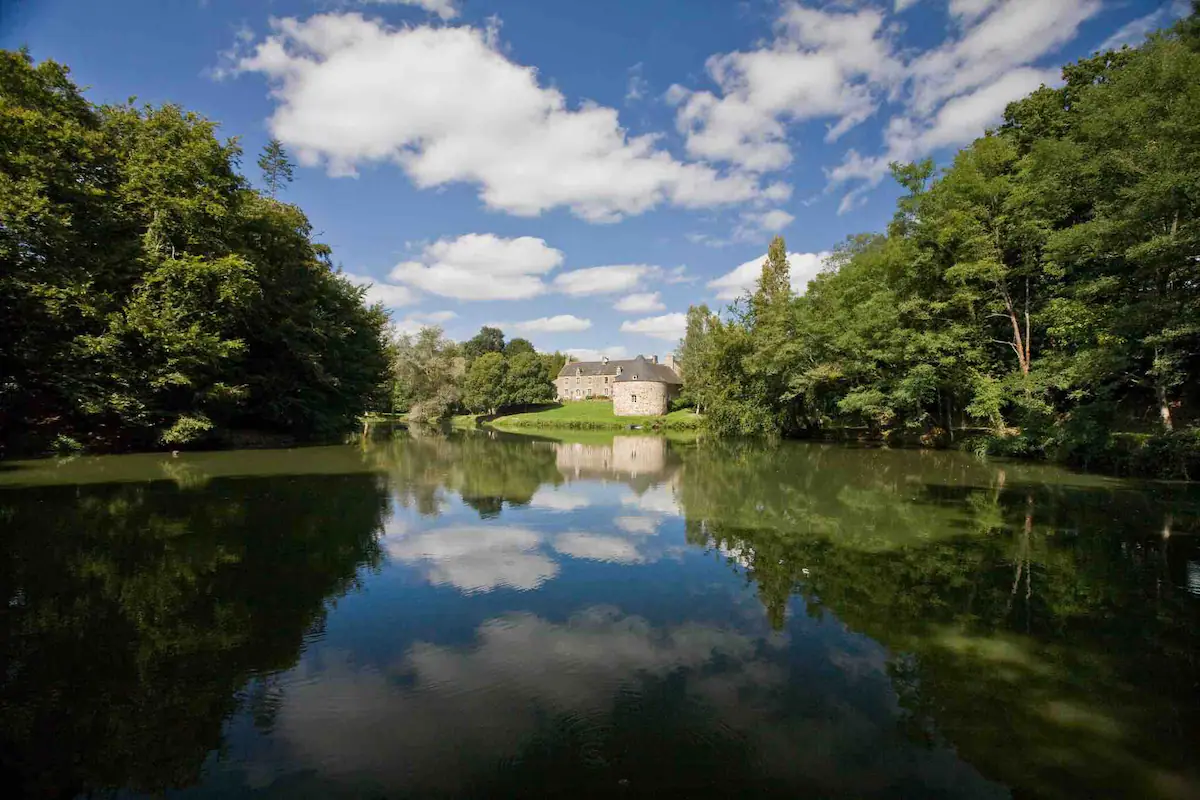
Manoir du Plessix Meen depuis l'étang

Le manoir du Plessix Meen est situé à Pluduno, en France.

## Localisation
Le manoir est situé sur le territoire de la commune de Pluduno, dans le département des Côtes-d'Armor en région Bretagne.
Méen est sans doute une déclinaison du breton « maen / men » qui signifie pierre.

## Description
L'ensemble des bâtiments (manoir, logis et pigeonnier) s'organise autour d'une cour rectangulaire. Les éléments originaux sont le logis principal au sud  les communs de l'aile ouest et le pigeonnier à l'est. 
Bâti sur le rocher au creux d'un vallon, le manoir fait face à un vaste étang d'un hectare  dont la digue a été érigée au XVe siècle. En contrebas de la digue, se trouvent les ruines d'un moulin datant du XVe siècle.
Les armes de l'alliance Langlois/Poulain ornent une des grandes cheminées du manoir. 
Au début du XIXe siècle, le Plessix-Méen est cédé à la famille Brouard, qui fait construire au cours de ce siècle l'aile Est reliant le pigeonnier au corps principal du manoir, puis successivement un bâtiment sur l'aile Ouest et des communs au Nord (1845 et 1858).
Une haute tour carrée surplombant le manoir s'élevait au dos du bâtiment sud. Écroulée avant 1940, elle n'a pas encore été rebâtie.

## Historique
Le manoir du Plessix-Méen fut édifiée par la famille Hus et mentionnée dès 1251.
Un incendie détruit le manoir qui fut reconstruit à l'initiative de Guy Langlois de Pré-Morvan et de sa femme Julienne Poulain, quatre fois arrière-petite-fille de Denise Hus (mariage Denise Hus et Rolland Poulain, vers 1404).  
Il passe ensuite par alliance à Jean de Boves en 1620 (descendant du Chevalier Geoffroy de BOVES, ou du BOIS, compagnon d'arme de Jean de Beaumanoir lors du combat des Trente en 1351. 
Au début du XIXe siècle, le Plessi -Meen devient la propriété de la famille Brouard ( Luc Brouard fut maire de Pluduno en 1808, et son fils en 1830) puis, par alliance de la famille Josse. 
Le manoir du Plessix Meen fait l'objet d'une inscription au titre des monuments historiques[réf. nécessaire].